# Akin Alabi
Akin Alabi, nacido en el estado de Lagos, Nigeria, es un director de vídeos musicales, escritor y empresario nigeriano.  Es reconocido como uno de los directores de video que fue pionero en la era de la producción de videos musicales hiphop en Nigeria  y ha trabajado con varios artistas destacados, incluidos 9ice, Timaya, Tope Alabi, Onyeka Onwenu, Reminisce, Tim Godfrey (músico), Ayanjesu., Paul Ik Dairo y muchos otros. 

## Infancia y educación
Alabi, originario del estado de Ekiti, comenzó su trayectoria educativa en la guardería y escuela primaria Lara, Ikeja Lagos, y luego obtuvo su certificado escolar de nivel ordinario del Federal Government College, Idoani, estado de Ondo.  Posteriormente, se dirigió a la Universidad de Ilorin, estado de Kwara, para estudiar Administración de Empresas. 

## Carrera
Alabi, que se dedicaba a escribir canciones y diseñar gráficos durante sus días universitarios, confesó durante una de sus entrevistas  que su pasión por la música lo impulsó a lanzar un álbum en 1999. Desafortunadamente, cuando Uzodinma Ukpechi, que era una de las fuerzas principales detrás de la cámara, le entregó la factura, Alabi afirmó haber decidido adquirir equipo con el dinero. Su conocimiento en producción gráfica y de audio sirvió como plataforma para explorar su habilidad. 
Después de grabar un video musical para un artista prometedor llamado Nachur for Blac en 2004, Akin saltó a la fama en 2005 con el video musical de la canción de Big Bamo y Paul Play titulada Crazy. Akin, que también es fotógrafo profesional, ahora puede figurar entre los mejores directores de vídeos musicales y domésticos de Nigeria. 
Como artista, formó un grupo con su esposa llamado TIV  que lanzó el exitoso sencillo Komole en 2012, que ganó varios premios, incluidos Nigeria Music Video Awards (NMVA) por el mejor uso de coreografía,  Nominado a los Nigeria Music Video Awards (NMVA) en la categoría Mejor vídeo gospel.
Sus colecciones de trabajos en video incluyen el exitoso tema de Konga titulado Kabakaba, Komole de TIV ft Vector, 'Gbamugbamu' y 'No be Mistake' de 9ice; 'Yankuliya', 'Dios te lo ruego', 'Si decir' de Timaya; 'Tierra Prometida' de Paul Play; 'Loco' de Julius Agwu; 'Ariya' de Ayuba; 'Bu nwanem' de Onyeka Onwenu; 'Kabakaba' de Konga; Vídeo del álbum RCCG Praise Team; 'Igboro Ti Daru' de Klever J. 
Es el creador de la serie de televisión de animación sobre proverbios nigerianos llamada My Nigerian Proverb que se muestra diariamente en African Magic,  Trybetv, YangaTv (Reino Unido) y en BRT Buses en Lagos. En 2018, publicó un libro sobre proverbios yoruba titulado Akolowe: My Book of Yoruba Proverbs.  Le apasiona la cultura africana y actualmente trabaja en el uso de los medios visuales para conservar la cultura yoruba en particular. Tiene muchos premios a su nombre, incluido el premio City People 2012 al mejor director de vídeo, el premio TAVA al mejor director de vídeo y el mejor vídeo RnB.

## Vida personal
Alabi se casó con Damilare Alabi en 2008 y juntos tienen dos hijos y residen en Lagos Nigeria. 